# Giulio Cesare Compagnoni
Giulio Cesare Compagnoni (Macerata, 2 agosto 1675 – 12 aprile 1732) è stato un vescovo cattolico e uomo di cultura italiano.

## Biografia

### Studi
Figlio del nobile Mario Compagnoni e della nobildonna Pandolfina Massucci, proveniva da una delle più ricche e potenti famiglie maceratesi. Amante sin da ragazzo dello studio, giovane consigliere del Santo Uffizio di Macerata e esaminatore sinodale, conseguì nel 1700 la laurea dottorale in Filosofia e Teologia presso l'Università di Macerata.

### Carriera ecclesiastica
Intraprese immediatamente la carriera ecclesiastica; nel 1703 divenne chierico per poi essere promosso, tre anni dopo, agli ordini minori. Dapprima nominato canonico e poi arcidiacono, divenne sacerdote nel 1714.

### Nomina a vescovo ed attività culturale
Era aggregato alla nobiltà di Monte Santo, come il fratello Giò Francesco. Fu tra i fondatori della colonia arcade maceratese, detta “Elvia”. Molto attivo dal punto di vista culturale, era membro dell'Accademia dei Catenati, di cui fu nominato vice-custode nel 1718. Poco dopo, il 2 marzo dello stesso anno, l'Accademia lo elesse suo principe. Era particolarmente stimato dal papa Benedetto XIII, che, nel 1725, lo nominò vescovo di San Severino, ministero che ricoprì fino alla sua morte.
A seguito di numerosi episodi di contatto fra le monache del Convento di clausura di San Severino e persone esterne, il Compagnoni emise, nel 1728, un editto con il quale proibì a chiunque di avere qualsiasi tipo di relazione con le monache e stabilì pene anche gravi (compresa la scomunica) per chi avesse trasgredito le regole imposte.
Monsignor Giulio Cesare Compagnoni si distinse, nel corso della sua vita, per le opere di carità, in cui spese gran parte dei beni che gli appartenevano.
La morte lo colpì nel 1732 e subito nacquero contese per spartirsi la sua cospicua eredità, suddividendo i suoi beni da quelli ecclesiastici. Numerosi argenti, mobili e suppellettili antichi vennero rivendicati da Guarniero Marefoschi, altrettanti da Giò Francesco Compagnoni.

## Genealogia episcopale
La genealogia episcopale è:
- Cardinale Scipione Rebiba
- Cardinale Giulio Antonio Santori
- Cardinale Girolamo Bernerio, O.P.
- Arcivescovo Galeazzo Sanvitale
- Cardinale Ludovico Ludovisi
- Cardinale Luigi Caetani
- Cardinale Ulderico Carpegna
- Cardinale Paluzzo Paluzzi Altieri degli Albertoni
- Cardinale Gaspare Carpegna
- Cardinale Fabrizio Paolucci
- Cardinale Prospero Marefoschi
- Vescovo Giulio Cesare Compagnoni